# Schismaderma carens
Schismaderma carens is een kikker uit de familie padden (Bufonidae).
De soort werd voor het eerst wetenschappelijk beschreven door Andrew Smith in 1948. Oorspronkelijk werd de wetenschappelijke naam Bufo carens gebruikt. Het is de enige soort uit het monotypische geslacht Schismaderma.
Schismaderma carens komt voor in delen van Afrika en leeft in de landen Congo-Kinshasa, Zuid-Afrika, Swaziland en Tanzania. In Kenia en Zambia is de soort geïntroduceerd. In andere talen wordt de soort wel rode pad genoemd, vanwege de roodbruine bovenzijde. Andere kenmerken zijn de donkerbruine flankstreep van oog tot achterpoten en de witte buik.
Wat betreft de levenswijze is er zeer weinig bekend over deze soort, die algemeen voorkomt maar zich buiten de paartijd zelden laat zien.
Adenomus · 
Altiphrynoides · 
Amazophrynella · 
Anaxyrus · 
Ansonia · 
Atelopus · 
Barbarophryne · 
Blythophryne · 
Bufo · 
Bufoides · 
Bufotes · 
Capensibufo · 
Churamiti · 
Dendrophryniscus · 
Didynamipus · 
Duttaphrynus · 
Epidalea · 
Frostius · 
Ghatophryne · 
Incilius · 
Ingerophrynus · 
Laurentophryne · 
Leptophryne · 
Melanophryniscus · 
Mertensophryne · 
Metaphryniscus · 
Nannophryne · 
Nectophryne · 
Nectophrynoides · 
Nimbaphrynoides · 
Oreophrynella · 
Osornophryne · 
Parapelophryne · 
Pedostibes · 
Pelophryne · 
Peltophryne · 
Phrynoidis · 
Poyntonophrynus · 
Pseudobufo · 
Rentapia · 
Rhaebo · 
Rhinella · 
Sabahphrynus · 
Schismaderma · 
Sclerophrys · 
Strauchbufo · 
Truebella · 
Vandijkophrynus · 
Werneria · 
Wolterstorffina · 
Xanthophryne